# USS Rizzi (DE-537)
USS Rizzi (DE-537) là một tàu hộ tống khu trục lớp John C. Butler từng phục vụ cùng Hải quân Hoa Kỳ trong Chiến tranh Thế giới thứ hai. Nó là chiếc tàu chiến duy nhất của Hải quân Hoa Kỳ được đặt cái tên này, theo tên Binh nhất Rosalio Mario Rizzi (1924–1942), người từng phục vụ cùng tàu khu trục Duncan (DD-485), được tặng thưởng Huân chương Hải quân và Thủy quân Lục chiến và đã tử trận khi Duncan bị đánh chìm trong Trận chiến mũi Esperance vào ngày 12 tháng 10, 1942. Nó đã phục vụ trong suốt Thế chiến II, được cho ngừng hoạt động sau khi xung đột chấm dứt vào năm 1946, rồi được huy động trở lại để tiếp tục phục vụ trong giai đoạn Chiến tranh Lạnh từ năm 1951 đến năm 1958. Con tàu cuối cùng bị bán để tháo dỡ vào năm 1974.

## Thiết kế và chế tạo
Lớp John C. Butler được thiết kế nhằm đáp ứng nhu cầu một số lượng lớn nhưng rẻ tiền của một kiểu tàu hộ tống chống tàu ngầm để hộ tống các đoàn tàu vận tải vượt đại dương. Chúng có chiều dài chung 306 foot (93,3 m), mạn tàu rộng 36 foot 10 inch (11,2 m) và mớn nước 13 foot 4 inch (4,1 m), trọng lượng choán nước tiêu chuẩn 1.350 tấn Anh (1.372 t), và lên đến 1.745 tấn Anh (1.773 t) khi đầy tải, với một thủy thủ đoàn bao gồm 14 sĩ quan và 201 thủy thủ. Con tàu được vận hành bởi hai turbine hơi nước hộp số Westinghouse; hơi nước được cung cấp bởi hai nồi hơi "D" Express, tạo ra công suất 12.000 mã lực càng (8.900 kW) và cho phép đạt được tốc độ tối đa 24 hải lý trên giờ (44 km/h; 28 mph). Nó có tầm hoạt động 6.000 hải lý (11.000 km; 6.900 mi) ở tốc độ đường trường 12 hải lý trên giờ (22 km/h; 14 mph).
Dàn vũ khí chính bao gồm hai tháp pháo 5-inch/38 caliber đa dụng nòng đơn, được dẫn đường bởi hệ thống điều khiển hỏa lực Mark 51; vũ khí phòng không gồm hai khẩu đội Bofors 40 mm L/60 nòng đôi và mười khẩu Oerlikon 20 mm nòng đơn cũng được dẫn đường bởi hệ thống Mark 51. Ngoài ba ống phóng ngư lôi 21 inch (533 mm), vũ khí chống ngầm bao gồm hai đường ray thả mìn sâu, tám máy phóng mìn sâu K-gun cùng một dàn súng cối chống ngầm Hedgehog. Con tàu được trang bị sonar kiểu QC, radar dò tìm mặt biển SL và radar dò tìm không trung SA.
Rizzi được đặt lườn tại Xưởng hải quân Boston ở Boston, Massachusetts vào ngày 3 tháng 11, 1943. Nó được hạ thủy vào ngày 7 tháng 12, 1943, được đỡ đầu bởi bà Theresa Rizzi, mẹ của Binh nhất Rizzi, và được cho nhập biên chế cùng Hải quân Hoa Kỳ vào ngày 26 tháng 6, 1945 dưới quyền chỉ huy của Hạm trưởng, Thiếu tá Hải quân E. K. Winn.

## Lịch sử hoạt động

### Thế Chiến II
Chỉ hoàn tất việc chạy thử máy huấn luyện tại khu vực Bermuda sau khi Nhật Bản đã chấp nhận đầu hàng vào ngày 15 tháng 8, giúp chấm dứt vĩnh viễn cuộc xung đột, Rizzi vẫn tiếp tục sửa chữa sau chạy thử máy tại Boston. Thay vì được điều động sang khu vực Mặt trận Thái Bình Dương, nó đi đến Norfolk, Virginia để phục vụ như tàu huấn luyện cho học viên sĩ quan của Trường Khu trục Hạm đội. Đến giữa tháng 11, nó quay trở lại vùng biển New England để chuẩn bị ngừng hoạt động. Nó viếng thăm New York trước khi đi đến Green Cove Springs, Florida, và được đưa về Hạm đội Dự bị Đại Tây Dương vào ngày 23 tháng 1, 1946. Nó chính thức xuất biên chế vào ngày 18 tháng 6, 1946.

### 1951 - 1958

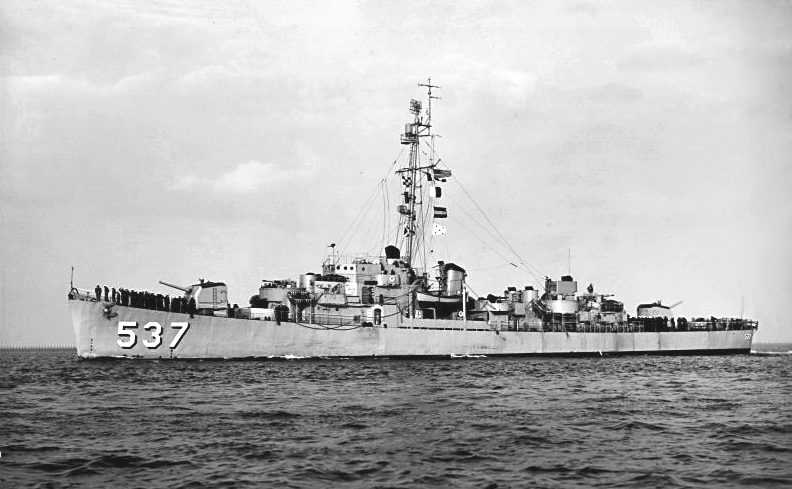
USS Rizzi vào năm 1954.

Sau khi cuộc Chiến tranh Triều Tiên bùng nổ vào tháng 6, 1950, Rizzi được huy động trở lại và điều về Quân khu Hải quân 3 vào tháng 1, 1951 để phục vụ như một tàu huấn luyện trước khi chính thức tái biên chế trở lại vào ngày 28 tháng 3, 1951. Đặt căn cứ tại New York, con tàu thực hiện những chuyến đi huấn luyện dự bị vào dịp cuối tuần hay kéo dài hai tuần dọc theo vùng bờ Đông và vùng biển Caribe. Những chuyến đi thực hành mùa Hè dành cho học viên sĩ quan thuộc Hải quân Dự bị Hoa Kỳ đã đưa con tàu sang vùng biển Châu Âu vào các năm 1953 và 1955 và vùng biển Nam Mỹ vào năm 1954.
Rizzi lại được cho xuất biên chế vào ngày 28 tháng 2, 1958, và tiếp tục đưa về Hạm đội Dự bị Đại Tây Dương, neo đậu tại Philadelphia, Pennsylvania cho đến năm 1972. Tên nó được cho rút khỏi danh sách Đăng bạ Hải quân vào ngày 1 tháng 8, 1972, và con tàu bị bán để tháo dỡ vào ngày 5 tháng 2, 1974.

## Phần thưởng
Nguồn: Navsource Naval History
|  |  |  |

| Huân chương Chiến dịch Hoa Kỳ | Huân chương Chiến thắng Thế Chiến II | Huân chương Phục vụ Phòng vệ Quốc gia |